# Mistrovství světa v ledním hokeji 2000

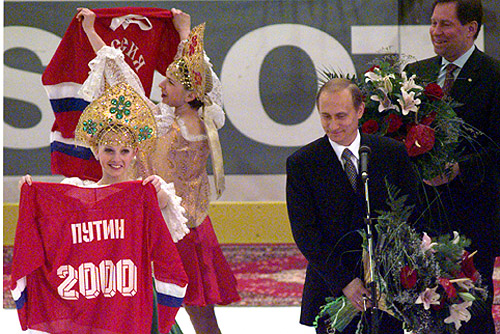
Vladimir Putin na zahajovacím ceremoniálu MS 2000.

64. Mistrovství světa v ledním hokeji 2000 se konalo v Rusku v Petrohradě ve dnech 29. dubna – 14. května 2000. Mistrovství vyhrál výběr Česka.
Mistrovství se zúčastnilo 42 mužstev, rozdělených podle výkonnosti do čtyř skupin. V A-skupině startovalo šestnáct účastníků, rozdělených do čtyř čtyřčlenných skupin, z nichž první tři týmy postoupily do dvou osmifinálových skupin,týmy z prvního až čtvrtého místa postoupily do play off. Mužstva, které skončila v základní skupině na čtvrtém místě, hrála ve skupině o udržení. Japonsko v případě, že skončilo na sestupovém místě hrálo v Asijské kvalifikaci.

## Stadiony
| Petrohrad                     | Petrohrad                                    |
| Ledový palác Kapacita: 12 300 | Sportovní komplex Jubilejnyj Kapacita: 7 000 |
|                               |                                              |

## Výsledky a tabulky

### Skupina A
|    |           | SWE | LAT | BLR | UKR | V | R | P | Skóre | B |
| 1. | Švédsko   | *** | 3:1 | 7:0 | 7:2 | 3 | 0 | 0 | 17:3  | 6 |
| 2. | Lotyšsko  | 1:3 | *** | 6:3 | 2:1 | 2 | 0 | 1 | 9:7   | 4 |
| 3. | Bělorusko | 0:7 | 3:6 | *** | 7:3 | 1 | 0 | 2 | 10:16 | 2 |
| 4. | Ukrajina  | 2:7 | 1:2 | 3:7 | *** | 0 | 0 | 3 | 6:16  | 0 |

| 30. dubna 2000 16:30 | Bělorusko | 7:3 (3:1, 3:1, 1:0) | Ukrajina | Petrohrad (Ledový palác) Návštěvnost: 2 000 |  |

| Zpráva | |          |                                                                       |                                                                    |
| | | Brankáři |                                                                       | Rozhodčí: Pekka Haajanen Čároví: Nadir Mandionni Hirokazu Takahaši |
| 3:50 Oleg Chmyl 11:13 Oleg Chmyl 12:19 Dmirij Starostěnko 20:49 Andrej Kovalev 25:47 Alexander Andrijevskij 28:43 Vladimir Cyplakov 53:30 Vladimir Cyplakov | 3:50 Oleg Chmyl 11:13 Oleg Chmyl 12:19 Dmirij Starostěnko 20:49 Andrej Kovalev 25:47 Alexander Andrijevskij 28:43 Vladimir Cyplakov 53:30 Vladimir Cyplakov |          | 11:43 Boris Protšenko 22:48 Konstantin Kalmikov 41:34 Dmitrij Jakušin | Rozhodčí: Pekka Haajanen Čároví: Nadir Mandionni Hirokazu Takahaši |

| 30. dubna 2000 20:30 | Lotyšsko | 1:3 (0:2, 1:1, 0:0) | Švédsko | Petrohrad (Ledový palác) Návštěvnost: 6 500 |  |

| Zpráva                  |                         |          |                                                              |                                                                |
|                         |                         | Brankáři |                                                              | Rozhodčí: Kevin Acheson Čároví: Serge Carpentier John Costello |
| 40. Alexandrs Belavskis | 40. Alexandrs Belavskis |          | 7:50 Kristian Gahn 9:40 Kristian Huselius 31:00 Daniel Sedin | Rozhodčí: Kevin Acheson Čároví: Serge Carpentier John Costello |

| 2. května 2000 16:30 | Bělorusko | 3:6 (0:2, 3:3, 0:1) | Lotyšsko | Petrohrad (Ledový palác) Návštěvnost: 3 500 |  |

| Zpráva                                                        |                                                               |          | |                                                             |
|                                                               |                                                               | Brankáři | | Rozhodčí: Vladimír Mihálik Čároví: Panu Bruun Johan Norrman |
| 28:51 Andrej Kovalev 36:41 Vitalij Valuj 37:53 Viktor Karačun | 28:51 Andrej Kovalev 36:41 Vitalij Valuj 37:53 Viktor Karačun |          | 5:13 Alexandrs Belavskis 17:16 Kārlis Skrastiņš 27:44 Juris Opulskis 33:30 Juris Opulskis 36:41 Gregorijs Pantelejevs 41:06 Alexandrs Belavskis | Rozhodčí: Vladimír Mihálik Čároví: Panu Bruun Johan Norrman |

| 2. května 2000 20:30 | Švédsko | 7:2 (2:1, 3:1, 2:0) | Ukrajina | Petrohrad (Ledový palác) Návštěvnost: 4 200 |  |

| Zpráva | |          |                                                 |                                                              |
| | | Brankáři |                                                 | Rozhodčí: Sergej Karabanov Čároví: Václav Český Rudolf Lauff |
| 5:05 Michael Nylander 18:36 Daniel Sedin 25:33 Kristian Huselius 26:16 Mikael Hakansson 38:38 Kristian Huselius 55:28 Fredrik Modin 59:58 Bjorn Nord | 5:05 Michael Nylander 18:36 Daniel Sedin 25:33 Kristian Huselius 26:16 Mikael Hakansson 38:38 Kristian Huselius 55:28 Fredrik Modin 59:58 Bjorn Nord |          | 1:39 Vasyl Bobrovnikov 30:49 Vitalij Lytvyněnko | Rozhodčí: Sergej Karabanov Čároví: Václav Český Rudolf Lauff |

| 4. května 2000 16:30 | Ukrajina | 1:2 (1:0, 0:1, 0:1) | Lotyšsko | Petrohrad (Ledový palác) Návštěvnost: 10 800 |  |

| Zpráva                   |                          |          |                                               |                                                                 |
|                          |                          | Brankáři |                                               | Rozhodčí: Wilhelm Schimm Čároví: Serge Carpentier John Costello |
| 10:54 Vitalij Lytvyněnko | 10:54 Vitalij Lytvyněnko |          | 23:09 Harijs Vitolinš 54:08 Leonids Tambijevs | Rozhodčí: Wilhelm Schimm Čároví: Serge Carpentier John Costello |

| 4. května 2000 20:30 | Švédsko | 7:0 (4:0, 0:0, 3:0) | Bělorusko | Petrohrad (Ledový palác) Návštěvnost: 7 200 |  |

| Zpráva |  |          |  |                                                              |
| |  | Brankáři |  | Rozhodčí: Tor Olav Johnsen Čároví: Václav Český Rudolf Lauff |
| 6:46 Peter Andersson 11:48 Bjorn Nord 14:57 Daniel Tjarnqvist 16:31 Fredrik Modin 48:58 Daniel Sedin 51:02 Fredrik Lindquist 51:16 Henrik Sedin |  |          |  | Rozhodčí: Tor Olav Johnsen Čároví: Václav Český Rudolf Lauff |

### Skupina B
|    |           | SVK | FIN | ITA | AUT | V | R | P | Skóre | B |
| 1. | Slovensko | *** | 2:2 | 6:2 | 2:0 | 2 | 1 | 0 | 10:4  | 5 |
| 2. | Finsko    | 2:2 | *** | 6:0 | 3:3 | 1 | 2 | 0 | 11:5  | 4 |
| 3. | Itálie    | 2:6 | 0:6 | *** | 3:0 | 1 | 0 | 2 | 5:12  | 2 |
| 4. | Rakousko  | 0:2 | 3:3 | 0:3 | *** | 0 | 1 | 2 | 3:8   | 1 |

| 30. dubna 2000 16:30 | Slovensko | 2:0 (0:0, 0:0, 2:0) | Rakousko | Petrohrad (Sportovní komplex Jubilejnyj) Návštěvnost: 750 |  |

| Zpráva                                  |  |          |  |                                                                |
|                                         |  | Brankáři |  | Rozhodčí: Tor Olav Johnsen Čároví: Pål Garsjø Christian Oswald |
| 46:31 Peter Pucher 58:28 Miroslav Šatan |  |          |  | Rozhodčí: Tor Olav Johnsen Čároví: Pål Garsjø Christian Oswald |

| 30. dubna 2000 20:30 | Itálie | 0:6 (0:2, 0:4, 0:0) | Finsko | Petrohrad (Sportovní komplex Jubilejnyj) Návštěvnost: 3 051 |  |

| Zpráva |  |          | |                                                                   |
|        |  | Brankáři | | Rozhodčí: Sergej Karabanov Čároví: Sergej Kulakov Sergej Šeljanin |
|        |  |          | 4:10 Niko Kapanen 10:36 Jere Karalahti 21:53 Marko Tuomainen 30:06 Esa Tikkanen 30:45 Juha Lind 39:06 Aki-Petteri Berg | Rozhodčí: Sergej Karabanov Čároví: Sergej Kulakov Sergej Šeljanin |

| 2. května 2000 16:30 | Slovensko | 6:2 (2:1, 0:0, 4:1) | Itálie | Petrohrad (Sportovní komplex Jubilejnyj) Návštěvnost: 1 950 |  |

| Zpráva | |          |                                           |                                                            |
| | | Brankáři |                                           | Rozhodčí: Scott Hansen Čároví: Pål Garsjø Christian Oswald |
| 1:20 Vlastimil Plavucha 10:41 Miroslav Šatan 42:00 Vlastimil Plavucha 46:57 Peter Bartoš 51:36 Miroslav Šatan 58:40 Ján Pardavý | 1:20 Vlastimil Plavucha 10:41 Miroslav Šatan 42:00 Vlastimil Plavucha 46:57 Peter Bartoš 51:36 Miroslav Šatan 58:40 Ján Pardavý |          | 13:35 Dino Felicetti 43:05 Dino Felicetti | Rozhodčí: Scott Hansen Čároví: Pål Garsjø Christian Oswald |

| 2. května 2000 20:30 | Finsko | 3:3 (0:0, 1:2, 2:1) | Rakousko | Petrohrad (Sportovní komplex Jubilejnyj) Návštěvnost: 3 950 |  |

| Zpráva                                                      |                                                             |          |                                                                            |                                                                |
|                                                             |                                                             | Brankáři |                                                                            | Rozhodčí: Danny Kurmann Čároví: Serge Carpentier John Costello |
| 39:56 Janne Ninimaa 43:25 Jukka Hentunen 56:37 Esa Tikkanen | 39:56 Janne Ninimaa 43:25 Jukka Hentunen 56:37 Esa Tikkanen |          | 20:21 Christoph Brandner 34:06 Martin Hohenberger 59:13 Christoph Brandner | Rozhodčí: Danny Kurmann Čároví: Serge Carpentier John Costello |

| 4. května 2000 16:30 | Rakousko | 0:3 (0:1, 0:1, 0:1) | Itálie | Petrohrad (Sportovní komplex Jubilejnyj) Návštěvnost: 3 059 |  |

| Zpráva |  |          |                                                                |                                                               |
|        |  | Brankáři |                                                                | Rozhodčí: Peter Andersson Čároví: Pål Garsjø Christian Oswald |
|        |  |          | 6:03 Bruno Zarrillo 24:23 Vezio Sacratini 59:33 Bruno Zarrillo | Rozhodčí: Peter Andersson Čároví: Pål Garsjø Christian Oswald |

| 4. května 2000 20:30 | Finsko | 2:2 (1:1, 1:0, 0:1) | Slovensko | Petrohrad (Sportovní komplex Jubilejnyj) Návštěvnost: 6 995 |  |

| Zpráva                             |                                    |          |                                     |                                                                   |
|                                    |                                    | Brankáři |                                     | Rozhodčí: Kevin Acheson Čároví: Nadir Mandionni Hirokazu Takahaši |
| 3. Niko Kapanen 28:39 Niko Kapanen | 3. Niko Kapanen 28:39 Niko Kapanen |          | 8:59 Michal Hreus 58:59 Ján Pardavý | Rozhodčí: Kevin Acheson Čároví: Nadir Mandionni Hirokazu Takahaši |

### Skupina C
|    |          | CZE | NOR | CAN | JPN | V | R | P | Skóre | B |
| 1. | Česko    | *** | 4:0 | 2:1 | 6:3 | 3 | 0 | 0 | 12:4  | 6 |
| 2. | Norsko   | 0:4 | *** | 4:3 | 9:0 | 2 | 0 | 1 | 13:7  | 4 |
| 3. | Kanada   | 1:2 | 3:4 | *** | 6:0 | 1 | 0 | 2 | 10:6  | 2 |
| 4. | Japonsko | 3:6 | 0:9 | 0:6 | *** | 0 | 0 | 3 | 3:21  | 0 |

| 29. dubna 2000 16:30 | Kanada | 6:0 (1:0, 2:0, 3:0) | Japonsko | Petrohrad (Sportovní komplex Jubilejnyj) Návštěvnost: 852 |  |

| Zpráva |  |          |  |                                                           |
| |  | Brankáři |  | Rozhodčí: Pekka Haajanen Čároví: Panu Bruun Johan Norrman |
| 15:31 Todd Bertuzzi 23:38 Ed Jovanovski 33:20 Brad Isbister 44:08 Todd Bertuzzi 51:10 Todd Bertuzzi 53:36 Yannick Tremblay |  |          |  | Rozhodčí: Pekka Haajanen Čároví: Panu Bruun Johan Norrman |

| 29. dubna 2000 20:30 | Norsko | 0:4 (0:1, 0:0, 0:3) | Česko | Petrohrad (Sportovní komplex Jubilejnyj) Návštěvnost: 1 600 |  |

| Zpráva |  |          |                                                                                |                                                               |
|        |  | Brankáři |                                                                                | Rozhodčí: Scott Hansen Čároví: Serge Carpentier John Costello |
|        |  |          | 7:58 Tomáš Vlasák 42:56 Michal Sýkora 44:33 David Výborný 54:27 Václav Prospal | Rozhodčí: Scott Hansen Čároví: Serge Carpentier John Costello |

| 1. května 2000 16:30 | Česko | 6:3 (2:1, 2:1, 2:1) | Japonsko | Petrohrad (Sportovní komplex Jubilejnyj) Návštěvnost: 1 500 |  |

| Zpráva | |          |                                                              |                                                                 |
| | | Brankáři |                                                              | Rozhodčí: Wilhelm Schimm Čároví: Sergej Kulakov Sergej Šeljanin |
| 6:46 Václav Varaďa 7:43 Jiří Dopita 20:33 David Výborný 39:59 Martin Havlát 47:41 František Kaberle 57:32 Martin Štěpánek | 6:46 Václav Varaďa 7:43 Jiří Dopita 20:33 David Výborný 39:59 Martin Havlát 47:41 František Kaberle 57:32 Martin Štěpánek |          | 17:13 Ryan Kuwabara 28:02 Kijoši Fujita 55:04 Jasunori Iwata | Rozhodčí: Wilhelm Schimm Čároví: Sergej Kulakov Sergej Šeljanin |

| 1. května 2000 20:30 | Kanada | 3:4 (0:0, 3:3, 0:1) | Norsko | Petrohrad (Sportovní komplex Jubilejnyj) Návštěvnost: 3 300 |  |

| Zpráva                                                          |                                                                 |          |                                                                                  |                                                                      |
|                                                                 |                                                                 | Brankáři |                                                                                  | Rozhodčí: Sergej Karabanov Čároví: Nadir Mandionni Hirokazu Takahaši |
| 26:10 Patrick Traverse 37:12 Todd Bertuzzi 37:44 Steve Sullivan | 26:10 Patrick Traverse 37:12 Todd Bertuzzi 37:44 Steve Sullivan |          | 22:06 Sjur Nilsen 26:27 Trond Magnussen 39:17 Marius Trygg 48:49 Tore Vikingstad | Rozhodčí: Sergej Karabanov Čároví: Nadir Mandionni Hirokazu Takahaši |

| 3. května 2000 16:30 | Japonsko | 0:9 (0:4, 0:3, 0:2) | Norsko | Petrohrad (Sportovní komplex Jubilejnyj) Návštěvnost: 1 685 |  |

| Zpráva |  |          | |                                                                   |
|        |  | Brankáři | | Rozhodčí: Vladimír Šindler Čároví: Sergej Kulakov Sergej Šeljanin |
|        |  |          | 0:53 Per Skroder 3:22 Morten Fjeld 7:25 Tore Vikingstad 15:54 Martin Knold 21:23 Martin Knold 32:02 Joakim Saether 33:26 Per Skroder 47:59 Trond Magnussen 49:15 Marius Trygg | Rozhodčí: Vladimír Šindler Čároví: Sergej Kulakov Sergej Šeljanin |

| 3. května 2000 20:30 | Česko | 2:1 (1:1, 1:0, 0:0) | Kanada | Petrohrad (Sportovní komplex Jubilejnyj) Návštěvnost: 4 000 |  |

| Zpráva                               |                                      |          |                    |                                                           |
|                                      |                                      | Brankáři |                    | Rozhodčí: Pekka Haajanen Čároví: Panu Bruun Johan Norrman |
| 0:53 Michal Sýkora 26:57 Jiří Dopita | 0:53 Michal Sýkora 26:57 Jiří Dopita |          | 11:59 Curtis Brown | Rozhodčí: Pekka Haajanen Čároví: Panu Bruun Johan Norrman |

### Skupina D
|    |           | USA | SUI | RUS | FRA | V | R | P | Skóre | B |
| 1. | USA       | *** | 3:3 | 3:0 | 3:2 | 2 | 1 | 0 | 9:5   | 5 |
| 2. | Švýcarsko | 3:3 | *** | 3:2 | 2:4 | 1 | 1 | 1 | 8:9   | 3 |
| 3. | Rusko     | 0:3 | 2:3 | *** | 8:1 | 1 | 0 | 2 | 10:7  | 2 |
| 4. | Francie   | 2:3 | 4:2 | 1:8 | *** | 1 | 0 | 2 | 7:13  | 2 |

| 29. dubna 2000 16:30 | USA | 3:3 (1:1, 1:1, 1:1) | Švýcarsko | Petrohrad (Ledový palác) Návštěvnost: 5 730 |  |

| Zpráva                                                       |                                                              |          |                                                                |                                                                  |
|                                                              |                                                              | Brankáři |                                                                | Rozhodčí: Peter Andersson Čároví: Sergej Kulakov Sergej Šeljanin |
| 0:28 Phil Housley 33:24 Derek Plante 50:28 Steve Konowalchuk | 0:28 Phil Housley 33:24 Derek Plante 50:28 Steve Konowalchuk |          | 12:46 Gian-Marco Crameri 35:14 Reto von Arx 41:52 Alain Demuth | Rozhodčí: Peter Andersson Čároví: Sergej Kulakov Sergej Šeljanin |

| 29. dubna 2000 20:30 | Rusko | 8:1 (3:1, 4:0, 1:0) | Francie | Petrohrad (Ledový palác) Návštěvnost: 11 000 |  |

| Zpráva | |          |                       |                                                             |
| | | Brankáři |                       | Rozhodčí: Vladimír Šindler Čároví: Panu Bruun Johan Norrman |
| 1:14 Maxim Sušinskij 6:21 Maxim Sušinskij 9:31 Maxim Afinogenov 22:54 Sergej Gončar 24:15 Pavel Bure 28:52 Maxim Sušinskij 30:41 Pavel Bure 57:56 Alexander Prokopjev | 1:14 Maxim Sušinskij 6:21 Maxim Sušinskij 9:31 Maxim Afinogenov 22:54 Sergej Gončar 24:15 Pavel Bure 28:52 Maxim Sušinskij 30:41 Pavel Bure 57:56 Alexander Prokopjev |          | 10:54 Benoit Bachelet | Rozhodčí: Vladimír Šindler Čároví: Panu Bruun Johan Norrman |

| 1. května 2000 16:30 | Švýcarsko | 2:4 (0:0, 2:1, 0:2) | Francie | Petrohrad (Ledový palác) Návštěvnost: 3 200 |  |

| Zpráva                               |                                      |          |                                                                                        |                                                            |
|                                      |                                      | Brankáři |                                                                                        | Rozhodčí: Pekka Haajanen Čároví: Václav Český Rudolf Lauff |
| 33:03 Edgar Salis 37:52 Marcel Jenni | 33:03 Edgar Salis 37:52 Marcel Jenni |          | 24:25 Francois Rozenthal 30:15 Arnaud Briand 51:12 Arnaud Briand 54:12 Benoit Bachelet | Rozhodčí: Pekka Haajanen Čároví: Václav Český Rudolf Lauff |

| 1. května 2000 20:30 | Rusko | 0:3 (0:0, 0:2, 0:1) | USA | Petrohrad (Ledový palác) Návštěvnost: 12 350 |  |

| Zpráva |  |          |                                                          |                                                             |
|        |  | Brankáři |                                                          | Rozhodčí: Vladimír Mihálik Čároví: Panu Bruun Johan Norrman |
|        |  |          | 29:17 Jason Blake 31:13 Phil Housley 46:06 David Legwand | Rozhodčí: Vladimír Mihálik Čároví: Panu Bruun Johan Norrman |

| 3. května 2000 16:30 | Francie | 2:3 (0:2, 1:0, 1:1) | USA | Petrohrad (Ledový palác) Návštěvnost: 5 500 |  |

| Zpráva                                      |                                             |          |                                                         |                                                                      |
|                                             |                                             | Brankáři |                                                         | Rozhodčí: Tor Olav Johnsen Čároví: Nadir Mandionni Hirokazu Takahaši |
| 34:44 Richard Aimonetto 40:49 Arnaud Briand | 34:44 Richard Aimonetto 40:49 Arnaud Briand |          | 8:08 Jeff Nielsen 19:01 Chris Tancill 44:50 Mike Peluso | Rozhodčí: Tor Olav Johnsen Čároví: Nadir Mandionni Hirokazu Takahaši |

| 3. května 2000 20:30 | Švýcarsko | 3:2 (1:1, 2:1, 0:0) | Rusko | Petrohrad (Ledový palác) Návštěvnost: 12 300 |  |

| Zpráva                                                     |                                                            |          |                                        |                                                             |
|                                                            |                                                            | Brankáři |                                        | Rozhodčí: Kevin Acheson Čároví: Pål Garsjø Christian Oswald |
| 19:33 Patrik Sutter 36:05 Flavien Conne 38:03 Rolf Ziegler | 19:33 Patrik Sutter 36:05 Flavien Conne 38:03 Rolf Ziegler |          | 12:19 Alexej Jašin 35:11 Viktor Kozlov | Rozhodčí: Kevin Acheson Čároví: Pål Garsjø Christian Oswald |

### Osmifinále A
|    |           | USA  | SUI  | SWE  | LAT  | BLR  | RUS  | V | R | P | Skóre | B |
| 1. | USA       | ***  | 3:3* | 5:3  | 1:1  | 1:0  | 3:0* | 3 | 2 | 0 | 13:7  | 8 |
| 2. | Švýcarsko | 3:3* | ***  | 1:1  | 4:1  | 3:5  | 3:2* | 2 | 2 | 1 | 14:12 | 6 |
| 3. | Švédsko   | 3:5  | 1:1  | ***  | 3:1* | 7:0* | 2:4  | 2 | 1 | 2 | 16:11 | 5 |
| 4. | Lotyšsko  | 1:1  | 1:4  | 1:3* | ***  | 6:3* | 3:2  | 2 | 1 | 2 | 12:13 | 5 |
| 5. | Bělorusko | 0:1  | 5:3  | 0:7* | 3:6* | ***  | 1:0  | 2 | 0 | 3 | 9:17  | 4 |
| 6. | Rusko     | 0:3* | 2:3* | 4:2  | 2:3  | 0:1  | ***  | 1 | 0 | 4 | 8:12  | 2 |

| 5. května 16:30 | Lotyšsko | 3:2 (0:0, 3:2, 0:0) | Rusko | Petrohrad (Ledový palác) Návštěvnost: 12 350 |  |

| Zpráva                                                                        |                                                                               |  |                                    |
| 21:58 Alexandrs Belavskis 36:58 Alexandrs Semjonovs 38:36 Alexandrs Semjonovs | 21:58 Alexandrs Belavskis 36:58 Alexandrs Semjonovs 38:36 Alexandrs Semjonovs |  | 34:16 Oleg Petrov 39:25 Pavel Bure |

| 5. května 2000 20:30 | USA | 1:0 (0:0, 1:0, 0:0) | Bělorusko | Petrohrad (Ledový palác) Návštěvnost: 5 300 |  |

| Zpráva             |
| 26:17 Chris Loungo |

| 6. května 2000 20:30 | Švédsko | 1:1 (0:0, 0:0, 1:1) | Švýcarsko | Petrohrad (Ledový palác) Návštěvnost: 6 800 |  |

| Zpráva                  |                         |  |                    |
| 53:13 Kristian Huselius | 53:13 Kristian Huselius |  | 46:24 Rolf Ziegler |

| 7. května 2000 16:30 | Bělorusko | 1:0 (1:0, 0:0, 0:0) | Rusko | Petrohrad (Ledový palác) Návštěvnost: 11 600 |  |

| Zpráva                  |
| 12:00 Vladimir Cyplakov |

| 7. května 2000 16:30 | USA | 1:1 (0:1, 0:0, 1:0) | Lotyšsko | Petrohrad (Ledový palác) Návštěvnost: 3 100 |  |

| Zpráva              |                     |  |                     |
| 49:32 Sean Haggerty | 49:32 Sean Haggerty |  | 6:33 Rodrigo Lavins |

| 8. května 2000 16:30 | Lotyšsko | 1:4 (0:0, 0:3, 1:1) | Švýcarsko | Petrohrad (Ledový palác) Návštěvnost: 3 600 |  |

| Zpráva                |                       |  |                                                                                         |
| 57:47 Alexandrs Kerčs | 57:47 Alexandrs Kerčs |  | 21:30 Patrick Fischer 27:15 Marcel Jenni 29:44 Patrick Fischer 52:20 Gian-Marco Crameri |

| 8. května 2000 20:30 | Švédsko | 3:5 (1:2, 2:2, 0:1) | USA | Petrohrad (Ledový palác) Návštěvnost: 8 000 |  |

| Zpráva                                                    |                                                           |  | |
| 15:03 Bjorn Nord 24:34 Henrik Sedin 35:48 Peter Nordstrom | 15:03 Bjorn Nord 24:34 Henrik Sedin 35:48 Peter Nordstrom |  | 10:42 Jeff Halpern 11:56 Brian Gionta 22:57 Brian Gionta 30:27 Mike Peluso 59:44 Steve Konowalchuk |

| 9. května 2000 16:30 | Švýcarsko | 3:5 (3:1, 0:3, 0:1) | Bělorusko | Petrohrad (Ledový palác) Návštěvnost: 5 100 |  |

| Zpráva                                                     |                                                            |  | |
| 1:02 Ivo Rüthemann 2:35 Patrick Fischer 7:54 Ivo Rüthemann | 1:02 Ivo Rüthemann 2:35 Patrick Fischer 7:54 Ivo Rüthemann |  | 14:42 Sergej Stas 20:25 Alexej Kaljužnyj 24:24 Viktor Karačun 30:38 Sergej Stas 58:17 Vasilij Pankov |

| 9. května 2000 20:30 | Švédsko | 2:4 (1:1, 0:1, 1:2) | Rusko | Petrohrad (Ledový palác) Návštěvnost: 12 100 |  |

| Zpráva                                         |                                                |  |                                                                                                 |
| 3:53 Per-Johan Axelsson 56:21 Mattias Norstrom | 3:53 Per-Johan Axelsson 56:21 Mattias Norstrom |  | 3:27 Alexander Charitonov 26:24 Alexander Charitonov 42:21 Alexander Prokopjev 56:06 Pavel Bure |

### Osmifinále B
|    |           | CZE  | FIN  | CAN  | SVK  | NOR  | ITA  | V | R | P | Skóre | B |
| 1. | Česko     | ***  | 4:6  | 2:1* | 6:2  | 4:0* | 9:2  | 4 | 0 | 1 | 25:11 | 8 |
| 2. | Finsko    | 6:4  | ***  | 1:5  | 2:2* | 7:4  | 6:0* | 3 | 1 | 1 | 22:15 | 7 |
| 3. | Kanada    | 1:2* | 5:1  | ***  | 4:3  | 3:4* | 6:0  | 3 | 0 | 2 | 19:10 | 6 |
| 4. | Slovensko | 2:6  | 2:2* | 3:4  | ***  | 9:1  | 6:2* | 2 | 1 | 2 | 22:15 | 5 |
| 5. | Norsko    | 0:4* | 4:7  | 4:3* | 1:9  | ***  | 1:1  | 1 | 1 | 3 | 10:24 | 3 |
| 6. | Itálie    | 2:9  | 0:6* | 0:6  | 2:6* | 1:1  | ***  | 0 | 1 | 4 | 5:28  | 1 |

| 5. května 2000 16:30 | Finsko | 1:5 (1:0, 0:1, 0:4) | Kanada | Petrohrad (Sportovní komplex Jubilejnyj) Návštěvnost: 6 615 |  |

| Zpráva              |                     |          |                                                                                                 |                                                               |
|                     |                     | Brankáři |                                                                                                 | Rozhodčí: Scott Hansen Čároví: Sergej Kulakov Sergej Šeljanin |
| 7:12 Raimo Helminen | 7:12 Raimo Helminen |          | 38:47 Todd Bertuzzi 41:46 Ryan Smyth 46:59 Adrian Aucoin 54:46 Brad Isbister 56:27 Jamal Mayers | Rozhodčí: Scott Hansen Čároví: Sergej Kulakov Sergej Šeljanin |

| 5. května 2000 20:30 | Česko | 9:2 (2:0, 5:0, 2:2) | Itálie | Petrohrad (Sportovní komplex Jubilejnyj) Návštěvnost: 3 132 |  |

| Zpráva | |          |                                             |                                                                    |
| | | Brankáři |                                             | Rozhodčí: Wilhelm Schimm Čároví: Nadir Mandionni Hirokazu Takahaši |
| 1:38 Václav Prospal 6:52 Petr Buzek 23:14 František Kučera 35:22 Ladislav Benýšek 36:12 František Kučera 36:59 Tomáš Vlasák 38:42 Martin Havlát 43:09 Petr Čajánek 53:10 Martin Špaňhel | 1:38 Václav Prospal 6:52 Petr Buzek 23:14 František Kučera 35:22 Ladislav Benýšek 36:12 František Kučera 36:59 Tomáš Vlasák 38:42 Martin Havlát 43:09 Petr Čajánek 53:10 Martin Špaňhel |          | 47:07 Mario Chitarroni 53:47 Bruno Zarrillo | Rozhodčí: Wilhelm Schimm Čároví: Nadir Mandionni Hirokazu Takahaši |

| 6. května 2000 20:30 | Slovensko | 9:1 (3:0, 1:1, 5:0) | Norsko | Petrohrad (Sportovní komplex Jubilejnyj) Návštěvnost: 2 001 |  |

| Zpráva | |          |                       |                                                                |
| | | Brankáři |                       | Rozhodčí: Danny Kurmann Čároví: Sergej Kulakov Sergej Šeljanin |
| 2:13 Miroslav Šatan 10:12 Ľubomír Sekeráš 15:23 Miroslav Šatan 24:47 Michal Handzuš 41:19 Miroslav Hlinka 50:19 Peter Pucher 54:14 Peter Bartoš 57:45 Peter Bartoš 59:55 Miroslav Hlinka | 2:13 Miroslav Šatan 10:12 Ľubomír Sekeráš 15:23 Miroslav Šatan 24:47 Michal Handzuš 41:19 Miroslav Hlinka 50:19 Peter Pucher 54:14 Peter Bartoš 57:45 Peter Bartoš 59:55 Miroslav Hlinka |          | 39:54 Trond Magnussen | Rozhodčí: Danny Kurmann Čároví: Sergej Kulakov Sergej Šeljanin |

| 7. května 2000 16:30 | Itálie | 0:6 (0:2, 0:3, 0:1) | Kanada | Petrohrad (Sportovní komplex Jubilejnyj) Návštěvnost: 4 000 |  |

| Zpráva |  |          | |                                                             |
|        |  | Brankáři | | Rozhodčí: Vladimír Mihálik Čároví: Panu Bruun Johan Norrman |
|        |  |          | 3:37 Peter Schaffer 8:59 Mike Sillinger 24:28 Mike Johnson 26:56 Steve Sullivan 32:35 Adrian Aucoin 57:59 Mike Sillinger | Rozhodčí: Vladimír Mihálik Čároví: Panu Bruun Johan Norrman |

| 7. května 2000 20:30 | Česko | 4:6 (2:1, 1:2, 1:3) | Finsko | Petrohrad (Sportovní komplex Jubilejnyj) Návštěvnost: 6 500 |  |

| Zpráva                                                                           |                                                                                  |  | |
| 2:14 František Kaberle 7:36 Václav Prospal 24:56 Michal Sýkora 51:31 Jiří Dopita | 2:14 František Kaberle 7:36 Václav Prospal 24:56 Michal Sýkora 51:31 Jiří Dopita |  | 17:44 Petteri Nummelin 23. Petteri Nummelin 28:42 Jyrki Lumme 52:30 Tomi Kallio 52:49 Juha Lind 58:37 Kimmo Rintanen |

| 8. května 2000 16:30 | Norsko | 4:7 (0:2, 3:4, 1:1) | Finsko | Petrohrad (Sportovní komplex Jubilejnyj) Návštěvnost: 4 610 |  |

| Zpráva                                                                        |                                                                               |  | |
| 23:11 Per Skröder 35:50 Per Skröder 36:22 Ole Dahlström 44:23 Tore Vikingstad | 23:11 Per Skröder 35:50 Per Skröder 36:22 Ole Dahlström 44:23 Tore Vikingstad |  | 5:51 Jukka Hentunen 17:35 Raimo Helminen 21:43 Olli Jokinen 27:24 Tony Virta 32:00 Janne Ninimaa 32:22 Niko Kapanen 42:50 Jyrki Lumme |

| 8. května 2000 20:30 | Česko | 6:2 (1:0, 3:2, 2:0) | Slovensko | Petrohrad (Sportovní komplex Jubilejnyj) Návštěvnost: 4 000 |  |

| Zpráva | |  |                                            |
| 3:51 David Výborný 25:46 Pavel Patera 26:48 Michal Broš 35:58 Martin Procházka 40:34 Tomáš Vlasák 49:51 Martin Štěpánek | 3:51 David Výborný 25:46 Pavel Patera 26:48 Michal Broš 35:58 Martin Procházka 40:34 Tomáš Vlasák 49:51 Martin Štěpánek |  | 28:47 Ľubomír Sekeráš 34:00 Miroslav Šatan |

| 9. května 2000 16:30 | Norsko | 1:1 (0:0, 1:0, 0:1) | Itálie | Petrohrad (Sportovní komplex Jubilejnyj) Návštěvnost: 3 080 |  |

| Zpráva           |                  |  |                      |
| 24:24 Mats Trygg | 24:24 Mats Trygg |  | 58:16 Bruno Zarrillo |

| 9. května 2000 20:30 | Slovensko | 3:4 (1:0, 1:2, 1:2) | Kanada | Petrohrad (Sportovní komplex Jubilejnyj) Návštěvnost: 5 525 |  |

| Zpráva                                                         |                                                                |  |                                                                                    |
| 13:19 Ľubomír Hurtaj 33:19 Miroslav Šatan 40:48 Ľuboš Bartečko | 13:19 Ľubomír Hurtaj 33:19 Miroslav Šatan 40:48 Ľuboš Bartečko |  | 24:31 Steve Sullivan 37:26 Brendan Morrison 45:07 Steve Sullivan 46:03 Jeff Finley |

### Play off
|  | Čtvrtfinále | Čtvrtfinále |           |        | Semifinále  | Semifinále  |  |  | Finále | Finále |
|  |             |             |           |        |             |             |  |  |        |        |
|  |             |             |           |        |             |             |  |  |        |        |
|  |             |             |           |        |             |             |  |  |        |        |
|  | Finsko      | 2           |           |        |             |             |  |  |        |        |
|  | Finsko      | 2           |           |        |             |             |  |  |        |        |
|  | Švédsko     | 1           |           |        |             |             |  |  |        |        |
|  | Švédsko     | 1           | Slovensko | 3      |             |             |  |  |        |        |
|  |             |             | Slovensko | 3      |             |             |  |  |        |        |
|  |             | Finsko      | 1         |        |             |             |  |  |        |        |
|  | Slovensko   | Finsko      | 1         | 4      |             |             |  |  |        |        |
|  | Slovensko   |             |           | 4      |             |             |  |  |        |        |
|  | USA         | 1           |           |        |             |             |  |  |        |        |
|  | USA         | 1           | Česko     | 5      |             |             |  |  |        |        |
|  |             |             | Česko     | 5      |             |             |  |  |        |        |
|  |             | Slovensko   | 3         |        |             |             |  |  |        |        |
|  | Kanada      | Slovensko   | 3         | 5      |             |             |  |  |        |        |
|  | Kanada      |             |           | 5      |             |             |  |  |        |        |
|  | Švýcarsko   | 3           |           |        |             |             |  |  |        |        |
|  | Švýcarsko   | 3           | Česko     | 2      | Třetí místo | Třetí místo |  |  |        |        |
|  |             |             | Česko     | 2      | Třetí místo | Třetí místo |  |  |        |        |
|  |             | Kanada      | 1         |        |             |             |  |  |        |        |
|  | Česko       | Kanada      | 1         | 3      | Finsko      | 2           |  |  |        |        |
|  | Česko       |             |           | 3      | Finsko      | 2           |  |  |        |        |
|  | Lotyšsko    | 1           |           | Kanada | 1           |             |  |  |        |        |
|  | Lotyšsko    | 1           |           |        | 1           |             |  |  |        |        |
|  |             |             |           |        |             |             |  |  |        |        |
|  |             |             |           |        |             |             |  |  |        |        |

### Čtvrtfinále
| 11. května 2000 16:30 | Finsko | 2:1 (0:1, 0:0, 2:0) | Švédsko | Petrohrad (Sportovní komplex Jubilejnyj) Návštěvnost: 6 120 |  |

| Zpráva                            |                                   |          |                     |                                                                |
|                                   |                                   | Brankáři |                     | Rozhodčí: Kevin Acheson Čároví: Serge Carpentier John Costello |
| 47:06 Tomi Kallio 51:29 Juha Lind | 47:06 Tomi Kallio 51:29 Juha Lind |          | 19:36 Fredrik Modin | Rozhodčí: Kevin Acheson Čároví: Serge Carpentier John Costello |

| 11. května 2000 16:30 | USA | 1:4 (1:0, 0:3, 0:1) | Slovensko | Petrohrad (Ledový palác) Návštěvnost: 1 900 |  |

| Zpráva                 |                        |          |                                                                                       |                                                                 |
|                        |                        | Brankáři |                                                                                       | Rozhodčí: Pekka Haajanen Čároví: Sergej Kulakov Sergej Šeljanin |
| 3:55 Darby Hendrickson | 3:55 Darby Hendrickson |          | 20:23 Miroslav Šatan 22:16 Michal Hreus 24:00 Vlastimil Plavucha 49:04 Ľuboš Bartečko | Rozhodčí: Pekka Haajanen Čároví: Sergej Kulakov Sergej Šeljanin |

| 11. května 2000 20:30 | Švýcarsko | 3:5 (0:1, 2:1, 1:3) | Kanada | Petrohrad (Ledový palác) Návštěvnost: 3 500 |  |

| Zpráva                                                       |                                                              |          |                                                                                              |                                                             |
|                                                              |                                                              | Brankáři |                                                                                              | Rozhodčí: Vladimír Mihálik Čároví: Panu Bruun Johan Norrman |
| 26:13 Ivo Rüthemann 38:07 Michel Riesen 41:36 Olivier Keller | 26:13 Ivo Rüthemann 38:07 Michel Riesen 41:36 Olivier Keller |          | 19:44 Ryan Smyth 28:05 Kris Draper 52:20 Mike Sillinger 57:18 Ryan Smyth 59:17 Brad Isbister | Rozhodčí: Vladimír Mihálik Čároví: Panu Bruun Johan Norrman |

| 11. května 2000 20:30 | Česko | 3:1 (0:0, 3:1, 0:0) | Lotyšsko | Petrohrad (Sportovní komplex Jubilejnyj) Návštěvnost: 3 244 |  |

| Zpráva                                                    |                                                           |          |                           |                                                                  |
|                                                           |                                                           | Brankáři |                           | Rozhodčí: Scott Hansen Čároví: Nadir Mandionni Hirokazu Takahaši |
| 31:10 Václav Varaďa 32:11 Michal Sýkora 35:37 Jiří Dopita | 31:10 Václav Varaďa 32:11 Michal Sýkora 35:37 Jiří Dopita |          | 26:36 Aleksandrs Niživijs | Rozhodčí: Scott Hansen Čároví: Nadir Mandionni Hirokazu Takahaši |

### Semifinále
| 12. května 2000 16:30 | Slovensko | 3:1 (2:0, 1:1, 0:0) | Finsko | Petrohrad (Ledový palác) Návštěvnost: 10 800 |  |

| Zpráva                                                    |                                                           |          |                   |                                                                |
|                                                           |                                                           | Brankáři |                   | Rozhodčí: Kevin Acheson Čároví: Serge Carpentier John Costello |
| 6:38 Ján Pardavý 11:46 Miroslav Šatan 24:55 Richard Kapuš | 6:38 Ján Pardavý 11:46 Miroslav Šatan 24:55 Richard Kapuš |          | 24:22 Toni Lydman | Rozhodčí: Kevin Acheson Čároví: Serge Carpentier John Costello |

| 12. května 2000 20:30 | Česko | 2:1 (1:1, 0:0, 1:0) | Kanada | Petrohrad (Ledový palác) Návštěvnost: 11 700 |  |

| Zpráva                                   |                                          |          |                     |                                                           |
|                                          |                                          | Brankáři |                     | Rozhodčí: Pekka Haajanen Čároví: Panu Bruun Johan Norrman |
| 17:03 David Výborný 51:07 Robert Reichel | 17:03 David Výborný 51:07 Robert Reichel |          | 17:36 Brad Isbister | Rozhodčí: Pekka Haajanen Čároví: Panu Bruun Johan Norrman |

### Finále
| 14. května 2000 18:30 | Česko | 5:3 (3:0, 0:1, 2:2) Video | Slovensko | Petrohrad (Ledový palác) Návštěvnost: 12 300 |  |

| Zpráva                                                                                             | |          |                                                                |                                                                |
| | | Brankáři |                                                                | Rozhodčí: Kevin Acheson Čároví: Serge Carpentier John Costello |
| 6:04 Michal Sýkora 9:34 Tomáš Vlasák 12:25 Martin Procházka 43:35 Jan Tomajko 58:58 Robert Reichel | 6:04 Michal Sýkora 9:34 Tomáš Vlasák 12:25 Martin Procházka 43:35 Jan Tomajko 58:58 Robert Reichel |          | 27:43 Martin Štrbák 55:22 Miroslav Hlinka 57:38 Miroslav Šatan | Rozhodčí: Kevin Acheson Čároví: Serge Carpentier John Costello |

### O 3. místo
| 14. května 2000 14:30 | Kanada | 1:2 (1:0, 0:1, 0:1) | Finsko | Petrohrad (Ledový palác) Návštěvnost: 10 700 |  |

| Zpráva             |                    |          |                                            |                                                                   |
|                    |                    | Brankáři |                                            | Rozhodčí: Vladimír Mihálik Čároví: Sergej Kulakov Sergej Šeljanin |
| 7:37 Adrian Aucoin | 7:37 Adrian Aucoin |          | 35:29 Jukka Hentunen 49:02 Marko Tuomainen | Rozhodčí: Vladimír Mihálik Čároví: Sergej Kulakov Sergej Šeljanin |

### O udržení
|     |          | AUT | UKR | FRA | JPN | V | R | P | Skóre | B |
| 13. | Rakousko | *** | 3:2 | 3:3 | 5:3 | 2 | 1 | 0 | 11:8  | 5 |
| 14. | Ukrajina | 2:3 | *** | 3:2 | 4:0 | 2 | 0 | 1 | 9:5   | 4 |
| 15. | Francie  | 3:3 | 2:3 | *** | 7:2 | 1 | 1 | 1 | 12:8  | 3 |
| 16. | Japonsko | 3:5 | 0:4 | 2:7 | *** | 0 | 0 | 3 | 5:16  | 0 |

| 6. května 2000 16:30 | Ukrajina | 4:0 (3:0, 0:0, 1:0) | Japonsko | Petrohrad (Ledový palác) Návštěvnost: 5 250 |  |

| Zpráva                                                                                            |  |          |  |                                                              |
|                                                                                                   |  | Brankáři |  | Rozhodčí: Tor Olav Johnsen Čároví: Václav Český Rudolf Lauff |
| 8:52 Vitalij Lytvyněnko 17:31 Olexander Matvijčuk 19:24 Vjačeslav Zavalňjuk 47:37 Vadim Šakrajčuk |  |          |  | Rozhodčí: Tor Olav Johnsen Čároví: Václav Český Rudolf Lauff |

| 6. května 2000 16:30 | Francie | 3:3 (0:2, 1:2, 1:0) | Rakousko | Petrohrad (Sportovní komplex Jubilejnyj) Návštěvnost: 4 168 |  |

| Zpráva                                                                 |                                                                        |          |                                                             |                                                                      |
|                                                                        |                                                                        | Brankáři |                                                             | Rozhodčí: Sergej Karabanov Čároví: Nadir Mandionni Hirokazu Takahaší |
| 33:21 Francois Rozenthal 39:28 Philippe Bozon 48:42 Francois Rozenthal | 33:21 Francois Rozenthal 39:28 Philippe Bozon 48:42 Francois Rozenthal |          | 0:22 Matthias Tratting 7:10 Thomas Searle 34:28 Dieter Kalt | Rozhodčí: Sergej Karabanov Čároví: Nadir Mandionni Hirokazu Takahaší |

| 7. května 2000 12:30 | Ukrajina | 3:2 (1:0, 1:0, 1:2) | Francie | Petrohrad (Ledový palác) Návštěvnost: 5 250 |  |

| Zpráva                                                                  |                                                                         |          |                                             |                                                              |
|                                                                         |                                                                         | Brankáři |                                             | Rozhodčí: Kevin Acheson Čároví: Pål Garsjø Hirokazu Takahaši |
| 9:36 Vitalij Lytvyněnko 35:13 Oleksander Savitsky 40:52 Boris Protšenko | 9:36 Vitalij Lytvyněnko 35:13 Oleksander Savitsky 40:52 Boris Protšenko |          | 46:34 Jonathan Zwikel 48:50 Laurent Meunier | Rozhodčí: Kevin Acheson Čároví: Pål Garsjø Hirokazu Takahaši |

| 7. května 2000 12:30 | Rakousko | 5:3 (2:1, 1:1, 2:1) | Japonsko | Petrohrad (Sportovní komplex Jubilejnyj) Návštěvnost: 3 500 |  |

| Zpráva | |          |                                                         |                                                          |
| | | Brankáři |                                                         | Rozhodčí: Scott Hansen Čároví: Václav Český Rudolf Lauff |
| 6:38 Arthur Marczell 11:21 Simon Wheeldon 30:05 Christoph Brandner 53:27 Christoph Brandner 54:23 Dieter Kalt | 6:38 Arthur Marczell 11:21 Simon Wheeldon 30:05 Christoph Brandner 53:27 Christoph Brandner 54:23 Dieter Kalt |          | 3:56 Ryan Kuwabara 29:00 Ryan Kuwabara 51:13 Chris Jule | Rozhodčí: Scott Hansen Čároví: Václav Český Rudolf Lauff |

| 9. května 2000 12:30 | Francie | 7:2 (3:0, 1:1, 3:1) | Japonsko | Petrohrad (Ledový palác) Návštěvnost: 8 050 |  |

| Zpráva | |          |                                             |                                                                   |
| | | Brankáři |                                             | Rozhodčí: Vladimír Šindler Čároví: Sergej Kulakov Sergej Šeljanin |
| 2:08 Laurent Meunier 3:23 Vincent Bachet 13:48 Laurent Meunier 39:50 Francois Rozenthal 46:35 Laurent Meunier 50:30 Arnaud Briand 59:50 Stephane Barin | 2:08 Laurent Meunier 3:23 Vincent Bachet 13:48 Laurent Meunier 39:50 Francois Rozenthal 46:35 Laurent Meunier 50:30 Arnaud Briand 59:50 Stephane Barin |          | 30:33 Ryan Kuwabara 45:29 Tomohito Kobajaši | Rozhodčí: Vladimír Šindler Čároví: Sergej Kulakov Sergej Šeljanin |

| 9. května 2000 12:30 | Rakousko | 3:2 (0:0, 0:2, 3:0) | Ukrajina | Petrohrad (Sportovní komplex Jubilejnyj) Návštěvnost: 5 400 |  |

| Zpráva                                                                    |                                                                           |          |                                                 |                                                            |
|                                                                           |                                                                           | Brankáři |                                                 | Rozhodčí: Vladimír Mihálik Čároví: Václav Český Pål Garsjø |
| 46:12 Dieter Kalt 48:38 Gerhard Unterluggauer 56:27 Gerhard Unterluggauer | 46:12 Dieter Kalt 48:38 Gerhard Unterluggauer 56:27 Gerhard Unterluggauer |          | 28:03 Vadim Šakrajčuk 37:42 Konstantin Kalmikov | Rozhodčí: Vladimír Mihálik Čároví: Václav Český Pål Garsjø |

## Statistiky

### Nejlepší hráči podle direktoriátu IIHF
| Brankář | Roman Čechmánek  |
| Obránce | Petteri Nummelin |
| Útočník | Miroslav Šatan   |

### All Stars
| Brankář         | Roman Čechmánek  |
| Levý obránce    | Petteri Nummelin |
| Pravý obránce   | Michal Sýkora    |
| Levé křídlo     | Miroslav Šatan   |
| Střední útočník | Jiří Dopita      |
| Pravé křídlo    | Tomáš Vlasák     |

### Kanadské bodování
| Poř. | Kanadské bodování | Branky | Přihrávky | Body |
| ---- | ----------------- | ------ | --------- | ---- |
| 1.   | Miroslav Šatan    | 10     | 2         | 12   |
| 2.   | Jiří Dopita       | 4      | 7         | 11   |
| 3.   | David Výborný     | 4      | 6         | 10   |
| 4.   | Todd Bertuzzi     | 5      | 4         | 9    |
| 5.   | Tomáš Vlasák      | 4      | 5         | 9    |
| 6.   | Trond Magnussen   | 3      | 6         | 9    |
| 6.   | Ryan Smyth        | 3      | 6         | 9    |
| 8.   | Michal Sýkora     | 5      | 3         | 8    |
| 9.   | Arnaud Briand     | 4      | 4         | 8    |
| 10.  | Maurice Rozenthal | 3      | 5         | 8    |

### Soupiska Česka
Česko

Brankáři: Roman Čechmánek, Dušan Salfický, Vladimír Hudáček.

Obránci: Petr Buzek, František Kučera, Michal Sýkora, Martin Štěpánek, Ladislav Benýšek, František Kaberle, Radek Martínek.

Útočníci: Jiří Dopita,  – Robert Reichel, Jan Tomajko, David Výborný, Tomáš Vlasák, Václav Prospal, Pavel Patera, Martin Procházka, Martin Havlát, Václav Varaďa, Michal Broš, Petr Čajánek, Martin Špaňhel.

Trenéři: Josef Augusta a Vladimír Martinec.

### Soupiska Slovenska
Slovensko

Brankáři: Pavol Rybár, Ján Lašák, Miroslav Lipovský.

Obránci: Ľubomír Sekeráš, Ivan Droppa, Stanislav Jasečko, Zdeno Chára, Peter Podhradský, Ľubomír Višňovský, Martin Štrbák, Radoslav Suchý.

Útočníci: Miroslav Šatan – , Ľubomír Hurtaj, Richard Kapuš, Peter Bartoš, Vlastimil Plavucha, Miroslav Hlinka, Ján Pardavý, Peter Pucher, Michal Hreus, Ľubomír Vaic, Ronald Petrovický, Ľuboš Bartečko, Michal Handzuš.

Trenér: Ján Filc.

### Soupiska Finska
Finsko

Brankáři: Pasi Nurminen, Ari Sulander, Vesa Toskala.

Obránci: Aki Berg, Jere Karalahti, Jyrki Lumme, Toni Lydman, Antti-Jussi Niemi, Janne Ninimaa, Petteri Nummelin.

Útočníci: Antti Aalto, Raimo Helminen, Jukka Hentunen, Olli Jokinen, Tomi Kallio, Niko Kapanen, Juha Lind, Ville Peltonen, Kimmo Rintanen, Toni Sihvonen, Esa Tikkanen, Marko Tuomainen, Tony Virta.

Trenér: Hannu Aravirta.

### Soupiska Kanady
4.  Kanada

Brankáři: José Théodore, Fred Brathwaite, Jamie Ram.

Obránci: Patrick Traverse, Chris Phillips, Jeff Finley, Adrian Aucoin, Larry Murphy, Peter Allen, Robyn Regehr, Yannick Tremblay, Ed Jovanovski.

Útočníci: Brendan Morrison, Mike Johnson, Trevor Letowski, Brad Isbister, Mike Sillinger – , Dean McAmmond, Martin Lapointe, Jamal Mayers, Steve Sullivan, Peter Schaffer, Kris Draper, Curtis Brown, Todd Bertuzzi, Ryan Smyth.

Trenéři: Tom Renney, Butch Goring a Mike Pelino

### Soupiska USA
5.  USA

Brankáři: Damian Rhodes, Robert Esche

Obránci: Mike Mottau, Eric Weinrich, Phil Housley, Hal Gill, Chris O´sullivan, Chris Loungo

Útočníci: Ben Clymer, Chris Tancill, David Legwand, Brian Gionta, Darby Hendrickson, Jeff Halpern, Mike Peluso, Jeff Nielsen, Steve Konowalchuk, Steve Heinze, Derek Plante, Eric Boguniecki, Sean Haggerty, Jason Blake

Trenéři:

### Soupiska Švýcarska
6.  Švýcarsko

Brankáři: Reto Pavoni, Martin Gerber

Obránci: Julien Vauclair, Patrik Sutter, Mark Streit, Martin Steinegger, Olivier Keller, Edgar Salis, Patrick Fischer, Mathias Seger, Rolf Ziegler

Útočníci: Flavien Conne, Claudio Micheli, Rossa Della, Alain Demuth, Reto von Arx, Gian-Marco Crameri, Jean-Jacques Aeschilimann, Michel Zeiter, Marcel Jenni, Ivo Rüthemann, Thomas Ziegler, Michel Riesen

Trenéři:

### Soupiska Švédska
7.  Švédsko

Brankáři: Andreas Hadelov, Mikael Tellqvist, Tommy Salo.

Obránci: Peter Andersson, Ricard Persson, Rikard Franzen, Mattias Norstrom, Bjorn Nord, Mikael Magnusson, Daniel Tjarnqvist.

Útočníci: Kristian Gahn, Per-Johan Axelsson, Daniel Sedin, Mikael Hakansson, Samuel Pahlsson, Peter Nordstrom, Henrik Sedin, Jörgen Jönsson, Kristian Huselius, Fredrik Lindquist, Jonas Ronnqvist, Fredrik Modin, Michael Nylander.

Trenéři: Stephan Lundh, Hardy Nilsson.

### Soupiska Lotyšska
8.  Lotyšsko

Brankáři: Artūrs Irbe

Obránci: Rodrigo Lavins, Victor Ignatjev, Normunds Sējējs, Igors Bondarevs, Kārlis Skrastiņš, Atvars Tribuncovs, Andrejs Maticins

Útočníci: Vjačeslavs Fanduls, Alexandrs Belavskis, Juris Opulskis, Sergejs Senins, Gregorijs Pantelejevs, Leonids Tambijevs, Aleksandrs Niživijs, Janis Sprukts,
Harijs Vītoliņš, Alexandrs Kerčs, Herbert Vasiljevs, Artis Abols, Alexandrs Semjonovs, Aigars Cipruss

Trenéři:

### Soupiska Běloruska
9.  Bělorusko

Brankáři: Andrèj Mezin

Obránci: Oleg Chmyl, Alexander Makritskij, Oleg Romanov, Igor Matuškin, Ruslan Salej, Juri Krivokhiža, Sergej Stas, Vladimir Kopat

Útočníci: Alexander Andrijevskij, Viktor Karačun, Andrej Kovalev, Vasilij Pankov, Andrej Skabelka, Alexej Kaljužnyj, Dmirij Starostěnko, Dmitrij Dudzik, Vladimir Cyplakov, Dmitrij Pankov, Vitalij Valuj, Alexander Galčeňjuk

Trenéři:

### Soupiska Norska
10.  Norsko

Brankáři: Robert Schistad, Vidar Wold

Obránci: Martin Sellgren, Tommy Jakobsen, Svein Nörstebö, Martin Knold,	Johny Nilsen, Mats Trygg, Ketil Wold, Joakim Saether

Útočníci: Geir Svendsberget, Mads Hansen, Morten Fjeld, Stig Vesterheim, Marius Trygg, Ole Dahlström, Per Skroder, Paal Johnsen, Trond Magnussen, Sjur Nilsen, Anders Fredriksen, Tore Vikingstad

Trenéři:

### Soupiska Ruska
11.  Rusko

Brankáři: Ilja Bryzgalov, Jegor Podomackij.

Obránci: Maxim Galanov, Sergej Gončar, Alexander Chavanov, Igor Kravčuk, Andrej Markov, Dmitrij Mironov, Alexej Žitnik.

Útočníci: Maxim Afinogenov, Pavel Bure – , Alexander Charitonov, Alexej Jašin, Valerij Kamenskij, Andrej Kovalenko, Viktor Kozlov, Alexej Kudašov, Andrej Nikolišin, Oleg Petrov, Alexander Prokopjev, Maxim Sušinskij, Alexej Žamnov.

Trenér: Alexander Jakušev, Zinetula Biljaletdinov a Vladislav Treťjak.

### Soupiska Itálie
12.  Itálie

Brankáři: Andrea Carpano, Mike Rosati

Obránci: Georg Comploi, Carlo Lorenzi, Michele Strazzabosco, Armin Helfer, Ingemar Gruber, Christopher Bartolone

Útočníci:Bruno Zarrillo, Dino Felicetti, Leo Insam, Mario Chitarroni, Stefan Zisser, Armando Chelodi, Toni De, Maurizio Mansi, Toni De, Giuseppe Busillo,	Lucio Topatigh, Vezio Sacratini, Roland Ramoser, Stefano Margoni

Trenéři:

### Soupiska Rakouska
13.  Rakousko

Brankáři: Reinhard Divis

Obránci:Gerhard Unterluggauer, Dominic Lavoie, Thomas Searle, Peter Kasper, Herbert Hohenberger, André Lakos, Martin Ulrich

Útočníci:Christoph Brandner, Gerald Ressmann, Matthias Tratting, Phiilipp Lukas, Mario Schaden, Martin Hohenberger, Günther Lanzinger, Simon Wheeldon, Wolfgang Kromp, Grego Baumgartner, Christian Perthaler, Arthur Marczell, Dieter Kalt

Trenéři:

### Soupiska Ukrajiny
14.  Ukrajina

Brankáři: Jevgenij Brul, Igor Karpenko

Obránci: Dmitrij Jakušin, Sergii Klymentjev, Oleg Polkovnikov, Oleksander Savitsky, Gennadij Razin,	Artem Ostrouško, Boris Protšenko

Útočníci: Vasyl Bobrovnikov, Vadim Šakrajčuk, Ruslan Bezšasnij, Andrij Vojuš, Konstantin Kalmikov, Vitalij Lytvyněnko, Valentyn Oletsky, Bogdan Savenko, Oleksej Lozarenko, Sergei Varlamov, Olexander Matvijčuk, Olexander Jakovenko, Vjačeslav Zavalňjuk

Trenéři:

### Soupiska Francie
15.  Francie

Brankáři: Fabrice Lhenry, Cristobal Huet, Patrick Rolland

Obránci: Jean Soghomonian, Gregory Dubois, Karl Dewolf, Denis Perez, Baptiste Amar, Jean-Christphe Filippin, Vincent Bachet

Útočníci: Stephane Barin, Arnaud Briand, Maurice Rozenthal, Laurent Meunier, Francois Rozenthal, Philippe Bozon, Yorick Treille, Pierre Allard,	Joseph Ouellet, Anthony Mortas, Richard Aimonetto, Jonathan Zwikel, Benoit Bachelet

Trenéři:

### Soupiska Japonska
16.  Japonsko

Brankáři: Shinichi Iwasaki, Dusty Imoo

Obránci: Kengo Ito,
Fumitaka Miyauchi,	Makuto Kawašima, Takajuki Kobori, Tatsuki Katayama, Jutaka Kawaguči, Akihito Isojima, Hirojuki Miura

Útočníci: Josake Kon, Yutaka Ono, Hideji Tsuchida, Takahito Suzuki, Jasunori Iwata, Tomohito Kobajaši, Kijoši Fujita, Taro Nihei, Jošikazu Kabajama, Ryan Kuwabara, Chris Jule, Masakazu Sato

Trenéři:

### Konečné pořadí
| 64. | Mistrovství světa | Z | V | R | P | Skóre | B  |          |
| --- | ----------------- | - | - | - | - | ----- | -- | -------- |
| 1.  | Česko             | 9 | 8 | 0 | 1 | 41:19 | 16 | soupiska |
| 2.  | Slovensko         | 9 | 5 | 1 | 3 | 34:22 | 11 | soupiska |
| 3.  | Finsko            | 9 | 5 | 2 | 2 | 30:23 | 12 | soupiska |
| 4.  | Kanada            | 9 | 5 | 0 | 4 | 32:17 | 10 | soupiska |
| 5.  | USA               | 6 | 4 | 2 | 1 | 17:13 | 10 | soupiska |
| 6.  | Švýcarsko         | 7 | 2 | 2 | 3 | 19:21 | 6  | soupiska |
| 7.  | Švédsko           | 7 | 3 | 1 | 3 | 24:15 | 7  | soupiska |
| 8.  | Lotyšsko          | 7 | 3 | 1 | 3 | 15:17 | 7  | soupiska |
| 9.  | Bělorusko         | 6 | 3 | 0 | 3 | 16:20 | 6  | soupiska |
| 10. | Norsko            | 6 | 2 | 1 | 3 | 19:24 | 5  | soupiska |
| 11. | Rusko             | 6 | 2 | 0 | 4 | 16:13 | 4  | soupiska |
| 12. | Itálie            | 6 | 1 | 1 | 4 | 8:28  | 3  | soupiska |
| 13. | Rakousko          | 6 | 2 | 2 | 2 | 14:16 | 6  | soupiska |
| 14. | Ukrajina          | 6 | 2 | 0 | 4 | 15:21 | 4  | soupiska |
| 15. | Francie           | 6 | 2 | 1 | 3 | 19:21 | 5  | soupiska |
| 16. | Japonsko          | 6 | 0 | 0 | 6 | 8:37  | 0  | soupiska |

## Kvalifikace o postup do skupiny A

### Skupina A
|    |             | LAT | UKR | GBR | KAZ | V | R | P | Skóre | B |
| 1. | Lotyšsko    | *** | 0:0 | 0:0 | 6:3 | 1 | 2 | 0 | 6:3   | 4 |
| 2. | Ukrajina    | 0:0 | *** | 2:2 | 3:2 | 1 | 2 | 0 | 5:2   | 4 |
| 3. | V. Británie | 0:0 | 2:2 | *** | 1:1 | 0 | 3 | 0 | 3:3   | 3 |
| 4. | Kazachstán  | 3:6 | 2:3 | 1:1 | *** | 0 | 1 | 2 | 6:10  | 1 |

 Kazachstán –  Lotyšsko 3:6 (0:2, 2:2, 1:2)
11. listopadu 1999 – Sheffield
 Ukrajina –  Velká Británie 2:2 (1:0, 0:1, 1:1)
11. listopadu 1999 – Sheffield
 Ukrajina –  Kazachstán 3:2 (0:1, 2:1, 1:0)
13. listopadu 1999 – Sheffield
 Lotyšsko –  Velká Británie 0:0
13. listopadu 1999 – Sheffield
 Velká Británie –  Kazachstán 1:1 (1:0, 0:0, 0:1)
14. listopadu 1999 – Sheffield
 Lotyšsko –  Ukrajina 0:0
14. listopadu 1999 – Sheffield

### Skupina B
|    |         | ITA | FRA | NOR | DEN | V | R | P | Skóre | B |
| 1. | Itálie  | *** | 4:1 | 4:1 | 3:5 | 2 | 0 | 1 | 11:7  | 4 |
| 2. | Francie | 1:4 | *** | 3:3 | 6:3 | 1 | 1 | 1 | 10:10 | 3 |
| 3. | Norsko  | 1:4 | 3:3 | *** | 3:1 | 1 | 1 | 1 | 7:8   | 3 |
| 4. | Dánsko  | 5:3 | 3:6 | 1:3 | *** | 1 | 0 | 2 | 9:12  | 2 |

 Dánsko –  Itálie 5:3 (1:1, 2:2, 2:0)
11. listopadu 1999 – Amiens
 Francie –  Norsko 3:3 (0:0, 2:3, 1:0)
11. listopadu 1999 – Amiens
 Itálie –  Norsko 4:1 (0:0, 0:1, 4:0)
13. listopadu 1999 – Amiens
 Francie –  Dánsko 6:3 (2:1, 4:0, 0:2)
13. listopadu 1999 – Amiens
 Norsko –  Dánsko 3:1 (0:1, 0:0, 3:0)
14. listopadu 1999 – Amiens
 Itálie –  Francie 4:1 (2:1, 2:0, 0:0)
14. listopadu 1999 – Amiens

Baráž (o posledního postupujícího)
 Velká Británie –  Norsko 1:2 (0:1, 1:1, 0:0)
14. prosince 1999 – Eindhoven

### Asijská skupina
|    |          | JPN | CHN | KOR | V | R | P | Skóre | B |
| 1. | Japonsko | *** | 5:0 | 9:0 | 2 | 0 | 0 | 14:0  | 4 |
| 2. | Čína     | 0:5 | *** | 4:2 | 1 | 0 | 1 | 4:7   | 2 |
| 3. | Korea    | 0:9 | 2:4 | *** | 0 | 0 | 2 | 2:13  | 0 |

 Čína –  Korea 4:2 (0:2, 2:0, 2:0)
3. září 1999 – Aomori
 Korea –  Japonsko 0:9 (0:3, 0:2, 0:4)
4. září 1999 – Aomori
 Japonsko –  Čína 5:0 (2:0, 2:0, 1:0)
5. září 1999 – Aomori

## MS Skupina B
|    |             | GER | KAZ | GBR | POL | DEN | EST | SLO | NED | V | R | P | Skóre | B  |
| 1. | Německo     | *** | 5:2 | 5:0 | 2:6 | 3:2 | 3:2 | 7:2 | 5:1 | 6 | 0 | 1 | 30:15 | 12 |
| 2. | Kazachstán  | 2:5 | *** | 1:3 | 5:2 | 4:3 | 4:2 | 9:4 | 5:3 | 5 | 0 | 2 | 30:22 | 10 |
| 3. | V. Británie | 0:5 | 3:1 | *** | 6:4 | 5:4 | 5:6 | 3:3 | 9:0 | 4 | 1 | 2 | 31:23 | 9  |
| 4. | Polsko      | 6:2 | 2:5 | 4:6 | *** | 3:3 | 5:1 | 3:1 | 5:1 | 4 | 1 | 2 | 28:19 | 9  |
| 5. | Dánsko      | 2:3 | 3:4 | 4:5 | 3:3 | *** | 4:0 | 4:0 | 2:2 | 2 | 2 | 3 | 22:17 | 6  |
| 6. | Estonsko    | 2:3 | 2:4 | 6:5 | 1:5 | 0:4 | *** | 3:2 | 5:4 | 3 | 0 | 4 | 19:27 | 6  |
| 7. | Slovinsko   | 2:7 | 4:9 | 3:3 | 1:3 | 0:4 | 2:3 | *** | 2:2 | 0 | 2 | 5 | 14:31 | 2  |
| 8. | Nizozemsko  | 1:5 | 3:5 | 0:9 | 1:5 | 2:2 | 4:5 | 2:2 | *** | 0 | 2 | 5 | 13:33 | 2  |

 Velká Británie –  Estonsko 5:6 (2:3, 2:2, 1:1)
12. dubna 2000 – Katowice
 Německo –  Slovinsko 7:2 (2:1, 3:0, 2:1)
12. dubna 2000 – Katowice
 Nizozemsko –  Kazachstán 3:5 (2:2, 1:3, 0:0)
12. dubna 2000 – Katowice
 Dánsko –  Polsko 3:3 (2:0, 1:2, 0:1)
12. dubna 2000 – Katowice
 Slovinsko –  Velká Británie 3:3 (1:1, 2:1, 0:1)
13. dubna 2000 – Katowice 
 Německo –  Nizozemsko 5:1 (0:0, 3:0, 2:1)
13. dubna 2000 – Katowice
 Estonsko –  Dánsko 0:4 (0:2, 0:0, 0:2)
13. dubna 2000 – Katowice 
 Kazachstán –  Polsko 5:2 (2:1, 0:1, 3:0)
13. dubna 2000 – Katowice
 Velká Británie –  Nizozemsko 9:0 (3:0, 2:0, 4:0)
15. dubna 2000 – Katowice
 Dánsko –  Slovinsko 4:2 (1:0, 2:2, 1:0)
15. dubna 2000 – Katowice
 Kazachstán –  Estonsko 4:2 (3:1, 1:1, 0:0)
15. dubna 2000 – Katowice
 Německo –  Polsko 2:6 (1:2, 0:2, 1:2)
15. dubna 2000 – Katowice
 Slovinsko –  Kazachstán 4:9 (1:4, 0:3, 3:2)
16. dubna 2000 – Katowice
 Estonsko –  Německo 2:3 (1:1, 0:2, 1:0)
16. dubna 2000 – Katowice
 Dánsko –  Nizozemsko 2:2 (1:1, 1:0, 0:1)
16. dubna 2000 – Katowice 
 Polsko –  Velká Británie 4:6 (1:1, 2:1, 1:4)
16. dubna 2000 – Katowice
 Nizozemsko –  Slovinsko 2:2 (1:0, 0:1, 1:1)
18. dubna 2000 – Katowice
 Kazachstán –  Německo 2:5 (0:4, 0:1, 2:0)
18. dubna 2000 – Katowice
 Dánsko –  Velká Británie 4:5 (3:2, 1:1, 0:2)
18. dubna 2000 – Katowice
 Estonsko –  Polsko 1:5 (1:1, 0:1, 0:3)
18. dubna 2000 – Katowice
 Velká Británie –  Kazachstán 3:1 (1:0, 1:0, 1:1)
19. dubna 2000 – Katowice
 Německo –  Dánsko 3:2 (2:0, 1:2, 0:0)
19. dubna 2000 – Katowice 
 Nizozemsko –  Estonsko 4:5 (1:1, 1:2, 2:2)
19. dubna 2000 – Katowice
 Polsko –  Slovinsko 3:1 (2:0, 0:0, 1:1)
19. dubna 2000 – Katowice
 Slovinsko –  Estonsko 2:3 (0:1, 1:2, 1:0)
21. dubna 2000 – Katowice
 Velká Británie –  Německo 0:5 (0:0, 0:3, 0:2)
21. dubna 2000 – Katowice
 Kazachstán –  Dánsko 4:3 (3:0, 0:2, 1:1)
21. dubna 2000 – Katowice
 Polsko –  Nizozemsko 5:1 (0:0, 1:0, 4:1)
21. dubna 2000 – Katowice

## MS Skupina C

### Skupina A
|    |           | HUN | KOR  | ESP  | V | R | P | Skóre | B |
| 1. | Maďarsko  | *** | 9:2  | 7:2  | 2 | 0 | 0 | 16:4  | 4 |
| 2. | Korea     | 2:9 | ***  | 10:3 | 1 | 0 | 1 | 12:12 | 2 |
| 3. | Španělsko | 2:7 | 3:10 | ***  | 0 | 0 | 2 | 5:17  | 0 |

 Španělsko –  Maďarsko 2:7 (1:2, 0:3, 1:2)
20. března 2000 – Peking 
 Korejská republika –  Španělsko 10:3 (3:1, 3:1, 4:1)
21. března 2000 – Peking 
 Maďarsko –  Korejská republika 9:2 (2:0, 4:0, 3:2)
22. března 2000 – Peking 

### Skupina B
|    |            | CRO  | ROM | BUL  | V | R | P | Skóre | B |
| 1. | Chorvatsko | ***  | 4:4 | 11:0 | 1 | 1 | 0 | 15:4  | 3 |
| 2. | Rumunsko   | 4:4  | *** | 9:1  | 1 | 1 | 0 | 13:5  | 2 |
| 3. | Bulharsko  | 0:11 | 1:9 | ***  | 0 | 0 | 2 | 1:20  | 0 |

 Bulharsko –  Rumunsko 1:9 (1:2, 0:2, 0:5)
20. března 2000 – Peking 
 Chorvatsko –  Bulharsko 11:0 (6:0, 3:0, 2:0)
21. března 2000 – Peking
 Rumunsko –  Chorvatsko 4:4 (1:0, 3:2, 0:2)
22. března 2000 – Peking 

### Skupina C
|    |             | CHN  | LIT | YUG  | V | R | P | Skóre | B |
| 1. | Čína        | ***  | 8:2 | 10:0 | 2 | 0 | 0 | 18:2  | 4 |
| 2. | Litva       | 2:8  | *** | 8:0  | 1 | 0 | 1 | 10:8  | 2 |
| 3. | Srbsko a ČH | 0:10 | 0:8 | ***  | 0 | 0 | 2 | 0:18  | 0 |

 Srbsko a ČH –  Litva 0:8 (0:2, 0:4, 0:2)
20. března 2000 – Peking
 Čína –  Srbsko a ČH 10:0 (4:0, 3:0, 3:0)
21. března 2000 – Peking 
 Litva –  Čína 2:8 (1:4, 1:1, 0:3)
22. března 2000 – Peking

### Finále
|    |            | HUN  | CHN | CRO  | V | R | P | Skóre | B |
| 1. | Maďarsko   | ***  | 3:2 | 13:3 | 2 | 0 | 0 | 16:5  | 4 |
| 2. | Čína       | 2:3  | *** | 5:0  | 1 | 0 | 1 | 7:3   | 2 |
| 3. | Chorvatsko | 3:13 | 0:5 | ***  | 0 | 0 | 2 | 3:18  | 0 |

 Chorvatsko –  Čína 0:5 (0:1, 0:2, 0:2)
24. března 2000 – Peking 
 Čína –  Maďarsko 2:3 (0:2, 2:1, 0:0)
25. března 2000 – Peking
 Maďarsko –  Chorvatsko 13:3 (2:0, 3:2, 8:1)
26. března 2000 – Peking

### O 4. – 6. místo
|    |          | LIT | KOR | ROM | V | R | P | Skóre | B |
| 4. | Litva    | *** | 8:3 | 5:5 | 1 | 1 | 0 | 13:8  | 3 |
| 5. | Korea    | 3:8 | *** | 4:3 | 1 | 0 | 1 | 7:11  | 2 |
| 6. | Rumunsko | 5:5 | 3:4 | *** | 0 | 1 | 1 | 8:9   | 1 |

 Rumunsko –  Litva 5:5 (0:1, 3:1, 2:3)
24. března 2000 – Peking
 Litva –  Korejská republika 8:3 (4:0, 3:3, 1:0)
25. března 2000 – Peking
 Korejská republika –  Rumunsko 4:3 (3:0, 1:1, 0:2)
26. března 2000 – Peking

### O 7. – 9. místo
|    |             | ESP | BUL | YUG | V | R | P | Skóre | B |
| 7. | Španělsko   | *** | 5:3 | 1:1 | 1 | 1 | 0 | 6:4   | 3 |
| 8. | Bulharsko   | 3:5 | *** | 3:2 | 1 | 0 | 1 | 6:7   | 2 |
| 9. | Srbsko a ČH | 1:1 | 2:3 | *** | 0 | 1 | 1 | 3:4   | 1 |

 Bulharsko –  Srbsko a ČH 3:3 (0:1, 3:0, 0:2)
24. března 2000 – Peking
 Srbsko a ČH –  Španělsko 1:1 (0:1, 1:0, 0:0)
25. března 2000 – Peking 
 Španělsko –  Bulharsko 5:3 (1:1, 3:2, 1:0)
26. března 2000 – Peking

## MS Skupina D

### Skupina A
|    |         | ISR  | ISL  | TUR  | V | R | P | Skóre | B |
| 1. | Izrael  | ***  | 6:3  | 15:0 | 2 | 0 | 0 | 21:3  | 4 |
| 2. | Island  | 3:6  | ***  | 10:0 | 1 | 0 | 1 | 13:6  | 2 |
| 3. | Turecko | 0:15 | 0:10 | ***  | 0 | 0 | 2 | 0:25  | 0 |

 Turecko –  Island 0:10 (0:2, 0:3, 0:5)
10. dubna 2000 – Reykjavík
 Island –  Izrael 3:6 (0:2, 3:2, 0:2)
11. dubna 2000 – Reykjavík
 Izrael –  Turecko 15:0 (3:0, 6:0, 6:0)
12. dubna 2000 – Reykjavík

### Skupina B
|    |             | AUS  | NZL  | LUC | V | R | P | Skóre | B |
| 1. | Austrálie   | ***  | 10:0 | 7:0 | 2 | 0 | 0 | 17:0  | 4 |
| 2. | Nový Zéland | 0:10 | ***  | 4:1 | 1 | 0 | 1 | 4:11  | 2 |
| 3. | Lucembursko | 0:7  | 1:4  | *** | 0 | 0 | 2 | 1:11  | 0 |

 Lucembursko –  Austrálie 0:7 (0:4, 0:2, 0:1)
10. dubna 2000 – Reykjavík
 Nový Zéland –  Lucembursko 4:1 (2:0, 1:1, 1:0)
11. dubna 2000 – Reykjavík
 Austrálie –  Nový Zéland 10:0 (1:0, 6:0, 3:0)
12. dubna 2000 – Reykjavík

### Skupina C
|    |        | BEL  | RSA  | MEX | V | R | P | Skóre | B |
| 1. | Belgie | ***  | 10:1 | 5:0 | 2 | 0 | 0 | 15:1  | 4 |
| 2. | JAR    | 1:10 | ***  | 9:4 | 1 | 0 | 1 | 10:14 | 2 |
| 3. | Mexiko | 0:5  | 4:9  | *** | 0 | 0 | 2 | 4:14  | 0 |

 Mexiko –  Belgie 0:5 (0:2, 0:0, 0:3)
10. dubna 2000 – Reykjavík
 JAR –  Mexiko 9:4 (5:2, 2:1, 2:1)
11. dubna 2000 – Reykjavík
 Belgie –  JAR 10:1 (1:1, 4:0, 5:0)
12. dubna 2000 – Reykjavík

### Finále
|    |           | ISR | BEL | AUS | V | R | P | Skóre | B |
| 1. | Izrael    | *** | 1:1 | 9:3 | 1 | 1 | 0 | 10:4  | 3 |
| 2. | Belgie    | 1:1 | *** | 7:3 | 1 | 1 | 0 | 8:4   | 3 |
| 3. | Austrálie | 3:9 | 3:7 | *** | 0 | 0 | 2 | 6:16  | 0 |

 Austrálie –  Belgie 3:7 (0:2, 2:2, 1:3)
14. dubna 2000 – Reykjavík
 Belgie –  Izrael1:1 (0:0, 0:1, 1:0)
15. dubna 2000 – Reykjavík
 Izrael –  Austrálie 9:3 (2:1, 5:0, 2:2)
16. dubna 2000 – Reykjavík

### O 4. – 6. místo
|    |             | RSA | ISL | NZL | V | R | P | Skóre | B |
| 4. | JAR         | *** | 9:3 | 7:2 | 2 | 0 | 0 | 16:5  | 4 |
| 5. | Island      | 3:9 | *** | 6:3 | 1 | 0 | 1 | 9:12  | 2 |
| 6. | Nový Zéland | 2:7 | 3:6 | *** | 0 | 0 | 2 | 5:13  | 0 |

 Nový Zéland –  JAR 2:7 (1:3, 1:2, 0:2)
14. dubna 2000 – Reykjavík
 JAR –  Island 9:3 (4:3, 5:0, 0:0)
15. dubna 2000 – Reykjavík
 Island –  Nový Zéland 6:3 (1:1, 2:1, 3:1)
16. dubna 2000 – Reykjavík

### O 7. – 9. místo
|    |             | MEX | LUC | TUR | V | R | P | Skóre | B |
| 7. | Mexiko      | *** | 7:1 | 5:2 | 2 | 0 | 0 | 12:3  | 4 |
| 8. | Lucembursko | 1:7 | *** | 7:5 | 1 | 0 | 1 | 8:12  | 2 |
| 9. | Turecko     | 2:5 | 5:7 | *** | 0 | 0 | 2 | 7:12  | 0 |

 Lucembursko –  Mexiko 1:7 (0:2, 1:2, 0:3)
14. dubna 2000 – Reykjavík
 Mexiko –  Turecko 5:2 (1:0, 0:1, 4:1)
15. dubna 2000 – Reykjavík
 Turecko –  Lucembursko 5:7 (3:3, 0:3, 2:1)
16. dubna 2000 – Reykjavík